# Failbe mac Pipan
Failbe mac Pipan (mort le 22 mars 679) est un ecclésiastique irlandais qui fut abbé d'Iona de 669 à 679.

## Biographie
Faible mac Pipan comme ses prédécesseurs est un membre du Cenél Conaill la parentèle aristocratique de Colomba d'Iona, comme cousin au troisième degré de Cumméne Find. Adomnan qui arrive d'Irlande à l'abbaye d'Iona sous l'abbatiat de Failbe nous précise dans sa « Vita de Colomba » que ce dernier avait servi comme moine sous l'abbé Ségène. 
Failbe, est de plus un membre important du clergé irlandais contemporain. En 633/634 il reçoit la visite Erméne le fils de Crasen . il rencontre également le roi Oswald de Northumbrie après la victoire de ce dernier sur Cadwallon en 634. Faible sert pendant au moins 45 ans comme moine à Iona. En tant qu'abbé il visite la paruchia irlandaise en 673 et ne revient à Iona qu'au bout de trois ans. Il a été avancé, mais sans preuve, qu'Adomnan a dirigé l'abbaye en son absence. Faible est une source d'informations incomparbale pour Adoman dans la composition de sa Vita de Colomba, comme personnage ayant servi sous trois abbés dont le premier Ségéné a côtoyé les parents et les personnes qui ont connu personnellement le fondateur de l'abbaye. Les infirmations recueillies par Adomanan sont ainsi indépendantes de celles laissées par Cumméne Find dans son ouvrage. Faible meurt en 679 et il a comme successeur à la tête de l'abbaye Adomnan d'Iona. Sa fête est commémorée le 22 mars dans le « Martytologue d'Oengus » où il est présenté comme une « forte lumière surplombant le rempart de la mer, Failbe le guerrier d'Iona » .

## Source
- (en) Cet article est partiellement ou en totalité issu de l’article de Wikipédia en anglais intitulé « Fáilbe mac Pípáin » (voir la liste des auteurs).

### Article lié
- Abbaye d'Iona